# مريم بوت
مريم بوت (1987 - ) هي لاعبة كريكت باكستانية.

## وصلات خارجية
- مريم بوت على موقع إي آس بي آن كريك إنفو (الإنجليزية)